# Like a Dragon: Yakuza
Like a Dragon: Yakuza (яп. 龍が如く～Beyond the Game～, «Подібний дракону: ~Поза грою~») — американо-японський кримінальний бойовик виробництва Amazon MGM Studios, Wild Sheep Content та 1212 Entertainment. Серіал заснований на відеоігровій франшизі Like a Dragon/Yakuza і адаптує оригінальну гру Yakuza (2005) та її ремейк Yakuza Kiwami (2016).
Серіал, що складається з шести епізодів, розповідає історію Казуми Кірію (Такеючі Рьома) — якудзи, який виявляється втягнутим у масштабну змову за участі свого найкращого друга Акіри Нішікіями (Каку Кенто) та їхнього клану якудза.

## Розробка
Про створення телесеріалу Like a Dragon: Yakuza (робоча назва Yakuza) вперше було оголошено 24 вересня 2020 року в ексклюзивній статті Variety, де йшлося про те, що Sega працюватиме над екранізацією франшизи Yakuza/Like a Dragon спільно з Wild Sheep Content та 1212 Entertainment. Продюсерами серіалу виступили Ерік Бармак, Роберто Ґранде та Джошуа Лонґ.
За словами представників 1212 Entertainment, Like a Dragon: Yakuza стане «новим майданчиком для захопливих історій з глибокими персонажами в унікальній обстановці, яку глядачі досі бачили вкрай рідко», а також, що сага колишнього протагоніста серії, Кірію Казуми, «має вроджену кінематографічну привабливість — поєднання динамічного екшену з вкрапленням комедії, численних переплетених сюжетних ліній та захопливої подорожі до спокути». Бармак раніше обіймав посаду старшого керівника та віцепрезидента, очолюючи міжнародні оригінальні проєкти Netflix понад вісім років, де зосереджувався на виробництві та дистрибуції інтернаціонального контенту. Він зазначив: «З нашим досвідом у створенні глобальних історій ми раді представити цей масштабний проєкт на міжнародних платформах».
Після статті у Variety творець серії Наґоші Тошіхіро підтвердив на Tokyo Game Show 2020, що проєкт знаходиться на стадії розробки, зробивши відповідну заяву 27 вересня. Він зазначив, що не має наміру підходити до проєкту як до звичайної угоди між продюсерською компанією та правовласником, і наполягав на тому, що Ryu Ga Gotoku Studio збереже творчий контроль над розробкою екранізації. Вони були готові відмовитися від проєкту, якщо напрямок шоу не відповідатиме їхнім очікуванням. Того ж вечора Ryu Ga Gotoku опублікували анонс екранізації у Твіттері.
На час оголошення продюсерські компанії ще не знайшли сценаристів для проєкту. Однак, згідно з інформацією на офіційному сайті, до лютого 2022 року до написання сценарію залучили Юґо Накамуру та Шона Крауча, і на той момент уже був готовий сценарій на два епізоди. На сторінці проєкту також вказувалося, що він замовлений «глобальною платформою», і описувався як «екшн/кримінальна драма», що буде складатися з восьми епізодів тривалістю по шістдесят хвилин. У червні 2023 року сторінка проєкту була відредагована і рядок про сценарій та платформу був видалений.
4 червня 2024 року Amazon офіційно анонсували серіал у пресрелізі, де представили його назву, дату виходу та перший постер. На відміну від інформації на сторінці проєкту, в пресрелізі зазначалося, що серіал складатиметься з шести епізодів замість восьми, які виходитимуть частинами по три епізоди 25 жовтня та 1 листопада, з субтитрами та дубляжем тридцятьма мовами. Також у пресрелізі зазначалося, що продюсерською компанією серіалу є The Fool, а не Wild Sheep Content чи 1212 Entertainment.
27 липня 2024 року був опублікований тизер-трейлер серіалу в рамках San Diego Comic Con.

## У ролях
- Такеючі Рьома[en] — Кірію Казума[12]
- Каку Кенто[en] — Нішікіяма Акіра[3]
- Аокі Мунетака[en] — Маджіма Ґоро[13]
- Каваі Юумі[en] — Савамура Юмі[14]
- Моріта Місато — Савамура Аіко
- Накаяма Хінано — Нішікіяма Міхо[14]
- Карасава Тошіакі[en] — Казама Шінтаро[14]
- Сато Коічі[en] — Сасакі Дайґо[15]
- Шібутані Субару[en] — Дате Макото[14]
- Такаока Сакі[en] — Рейна[14]
- Узакі Рюдо[en] — Джін Ґода[14]
- Уно Шьохей — Шіндо Коджі[14]
- Като Масая[en] — Доджіма Сохей[14]
- Маено Томоя — Флорист Саї[14]

## Список епізодів
| № серії | Назва серії                               | Режисер(и)    | Сценарист(и)             | Оригінальна дата виходу |
| --- | ----------------------------------------- | ------------- | ------------------------ | ----------------------- |
| 1 | «Departure／Return» «Відбуття/Повернення» | Таке Масахару | Шон Крауч і Юґо Накамура | 24 жовтня 2024          |
| Перша серія розповідає, що привело головних героїв, сиріт з дитячого притулку «Соняшник», у найвпливовіший клан якудза Токіо. У 1995 році четверо підлітків, — Кірію Казума, Нішікіяма Акіра, Савамура Юмі та Нішікіяма Міхо, завдяки спланованій ними операції крадуть гроші з залу пачінко в Камурочо. Наступного ж дня якудза клану Доджіма, котрі опікали цей заклад, ловлять їх і приводять до боса клану. Так як за скоєний ними злочин всій четвірці загрожує смерть, Кірію бере на себе провину і благає прийняти його в клан, де він відпрацює завдані ними збитки. Він також зізнається, що з дитинства захоплювався легендарним бійцем на підпільній бойовій арені, котрого називали Дракон Доджіми і тепер клянеться зайняти його місце і стати наступним Драконом. 2005 рік. Пройшло десять років і нам показують, що Кірію відбуває тюремний термін, Нішікі став одним з найвпливовіших людей в клані Доджіма, а Юмі управляє привілейованим хостес-клубом. В суперницькій організації якудза в Осаці, Альянсі Омі, відбувається крадіжка ¥10 млрд, в якій ті звинувачують клан Доджіма. Камери відео-спостереження зафіксували на місці злочину сестру Юмі, Аіко Савамуру. Десятирічне ув'язнення Кірію добігає кінця і він виходить з в'язниці, стверджуючи що не збирається більше мати з якудза нічого спільного та має на меті назавжди покинути Токіо. В цей же час на Юмі здійснюється напад, де та отримує поранення, тож Кірію направляється назад в Камурочо. |                                           |               |                          |                         |
| 2 | «Ambition／Desire» «Амбіції／Бажання»     | Таке Масахару | Шон Крауч і Юґо Накамура | 24 жовтня 2024          |
| 3 | «Brothers／Sisters» «Брати／Сестри»       | Таке Масахару | Шон Крауч і Юґо Накамура | 24 жовтня 2024          |
| 4 | «Betrayal／Promise» «Зрада／Обіцянка»     | Таке Масахару | Шон Крауч і Юґо Накамура | 1 листопада 2024        |
| 5 | «Despair／Hope» «Відчай／Надія»           | Таке Масахару | Шон Крауч і Юґо Накамура | 1 листопада 2024        |
| 6 | «Fate／Showdown» «Доля／Протистояння»     | Таке Масахару | Шон Крауч і Юґо Накамура | 1 листопада 2024        |

## Оцінки і відгуки
На агрегаторі рецензій Rotten Tomatoes серіал отримав 67 % схвальних оглядів від критиків з рейтингом 6/10 на основі 12 рецензій і 35 % від пересічних глядачів. На Metacritic Like a Dragon: Yakuza отримав «Змішаний або середній» рейтинг, набравши 48/100 на основі 4 оглядів. На IMDb його рейтинг складає 5,6/10 на основі 1,4 тис. голосів.
Більшість критиків залишились незадоволеними адаптацією японської легендарної франшизи, критикуючи її сценарій та загальне зображення культових персонажів. Мет Джонс, оцінивши телесеріал на 4/10, у своєму огляді для IGN написав: «Без пристебнутої до нього назви Like a Dragon, цей серіал навряд чи привернув би до себе багато уваги. Тут майже відсутній дух, притаманний франшизі Yakuza, і натхнення від ігор так мало, що впізнати знайомі елементи практично неможливо. Деякі актори, зокрема Кенто Каку в ролі Нішікіями, виконали чудову роботу над персонажами, але, на жаль, їм не вистачає справді цікавих сюжетних ліній або подій». Меґ Пеліціо, поставивши 3/5, похвалила «прекрасний акторський склад», але розкритикувала сюжет, сказавши: «[…]деякі моменти здаються поспішними, а дрібні сюжетні лінії залишаються незавершеними. Історія одночасно здається занадто короткою для свого масштабу і занадто розтягнутою через зайві відгалуження, які можна було б скоротити заради більш компактного й цілісного оповідання».

## Нагороди
| Рік  | Нагорода        | Номінація            |           | Дж.    |
| ---- | --------------- | -------------------- | --------- | ------ |
| 2024 | The Game Awards | «Найкраща адаптація» | Номінація | [ 21 ] |